# The Deram Anthology 1966–1968
The Deram Anthology 1966—1968 — сборник Дэвида Боуи, выпущенный в 1997 году. В нём собрана бо́льшая часть материала записанного музыкантом для лейбла Deram Records, который ранее уже выпускался в той или иной форме, включая дебютный альбом 1967 года целиком (треки 5-18), в хронологическом порядке. Треки 24-27 были сведены/записаны в 1969 году уже после увольнения Боуи с Deram, и предназначались для промо-видео Love You Till Tuesday, созданного для демонстрации песен новому лейблу. Таким образом, Deram изначально не имел никакого отношения к этим трекам.
Первоначально планировалось, что это будет двухдисковый сборник с несколькими ранее не издававшимися треками, но Боуи наложил вето на включение такого материала. Сообщается, что среди запрещённых музыкантов песен были: «Pussy Cat», «Back to Where You’ve Never Been», «Funny Smile», «Bunny Thing», кавер-версия песни группы The Velvet Underground «Waiting for the Man» и немецкоязычные версии песен «Love You ’Till Tuesday» и «When I Live My Dream» (последние три были широко распространены на бутлегах). Существует катушечная копия песен «Funny Smile», «Bunny Thing» и «Pussy Cat», взятая непосредственно с мастер-лент, она принадлежит бывшему сотруднику Decca Records, который работал в компании в период записи материала. В 2019 году эти записи были выставлены на аукцион Omega Auctions.

## Список композиций
Слова и музыка всех песен — написаны Дэвидом Боуи.
| №   | Название | Оригинальный релиз                     | Длительность |
| --- | --- | -------------------------------------- | ------------ |
| 1.  | «Rubber Band» (сингл-версия)                                                                                         | сингл 1966 года                        | 2:05         |
| 2.  | «The London Boys» | би-сайд сингла «Rubber Band»           | 3:22         |
| 3.  | «The Laughing Gnome»                                                                                                 | сингл 1967 года                        | 3:03         |
| 4.  | «The Gospel According to Tony Day»                                                                                   | би-сайд сингла «The Laughing Gnome»    | 2:50         |
| 5.  | «Uncle Arthur» | David Bowie                            | 2:09         |
| 6.  | «Sell Me a Coat» | David Bowie                            | 3:01         |
| 7.  | «Rubber Band» | David Bowie                            | 2:19         |
| 8.  | «Love You till Tuesday»                                                                                              | David Bowie                            | 3:11         |
| 9.  | «There Is a Happy Land»                                                                                              | David Bowie                            | 3:14         |
| 10. | «We Are Hungry Men»                                                                                                  | David Bowie                            | 2:59         |
| 11. | «When I Live My Dream»                                                                                               | David Bowie                            | 3:24         |
| 12. | «Little Bombardier»                                                                                                  | David Bowie                            | 3:27         |
| 13. | «Silly Boy Blue» | David Bowie                            | 3:53         |
| 14. | «Come and Buy My Toys»                                                                                               | David Bowie                            | 2:10         |
| 15. | «Join the Gang» | David Bowie                            | 2:19         |
| 16. | «She’s Got Medals»                                                                                                   | David Bowie                            | 2:25         |
| 17. | «Maid of Bond Street»                                                                                                | David Bowie                            | 1:45         |
| 18. | «Please Mr. Gravedigger»                                                                                             | David Bowie                            | 2:40         |
| 19. | «Love You till Tuesday» (сингл-версия)                                                                               | 1967 single                            | 3:01         |
| 20. | «Did You Ever Have a Dream»                                                                                          | би-сайд сингла «Love You till Tuesday» | 2:08         |
| 21. | «Karma Man» | The World of David Bowie               | 3:05         |
| 22. | «Let Me Sleep Beside You»                                                                                            | The World of David Bowie               | 3:27         |
| 23. | «In the Heat of the Morning»                                                                                         | The World of David Bowie               | 2:58         |
| 24. | «Ching-A-Ling» | ранее не издавалась                    | 2:04         |
| 25. | «Sell Me a Coat» (сингл-версия)                                                                                      | 1967 single                            | 2:53         |
| 26. | «When I Live My Dream»                                                                                               | ранее не издавалась                    | 3:52         |
| 27. | «Space Oddity» (оригинальная версия, демоверсия записана в феврале 1969 года для промо-фильма Love You Till Tuesday) | ранее не издавалась                    | 3:46         |